# Schefflera angustissima
Schefflera angustissima är en araliaväxtart som först beskrevs av Élie Marchal, och fick sitt nu gällande namn av David Gamman Frodin. Schefflera angustissima ingår i släktet Schefflera och familjen araliaväxter. Inga underarter finns listade.